# Kamienica przy ulicy Warszawskiej 28a w Katowicach
Kamienica przy ulicy Warszawskiej 28a w Katowicach – zabytkowa narożna kamienica mieszkalno-handlowo-usługowa, położona przy ulicy Warszawskiej 28a w Katowicach, w dzielnicy Śródmieście. Wzniesiono ją w 1873 roku w stylu modernistycznym. 

## Historia
Kamienica została wzniesiona w 1873 roku. Zaprojektował ją Gustav Kutschki, a jej budowniczymi byli prawdopodobnie C. Schultz i C. Schwazer. W 1929 roku została ona przebudowana. W 1935 roku właścicielem kamienicy przy ówczesnej ulicy Marszałka Piłsudskiego 28a był Leopold Rozenzweig. Zamieszkiwali ją wówczas mieszkańcy różnej profesji. 
11 grudnia 2000 roku budynek wpisano do rejestru zabytków nieruchomych województwa śląskiego pod numerem A/44/00, a ochroną objęto cały budynek. W 2019 roku kamienica była współwłasnością Miasta Katowice i innych osób. W połowie 2023 roku w systemie REGON zarejestrowanych było 20 podmiotów gospodarczych z siedzibą przy ulicy Warszawskiej 28a, w tym m.in. kancelarie adwokackie i studio tatuażu.

## Charakterystyka

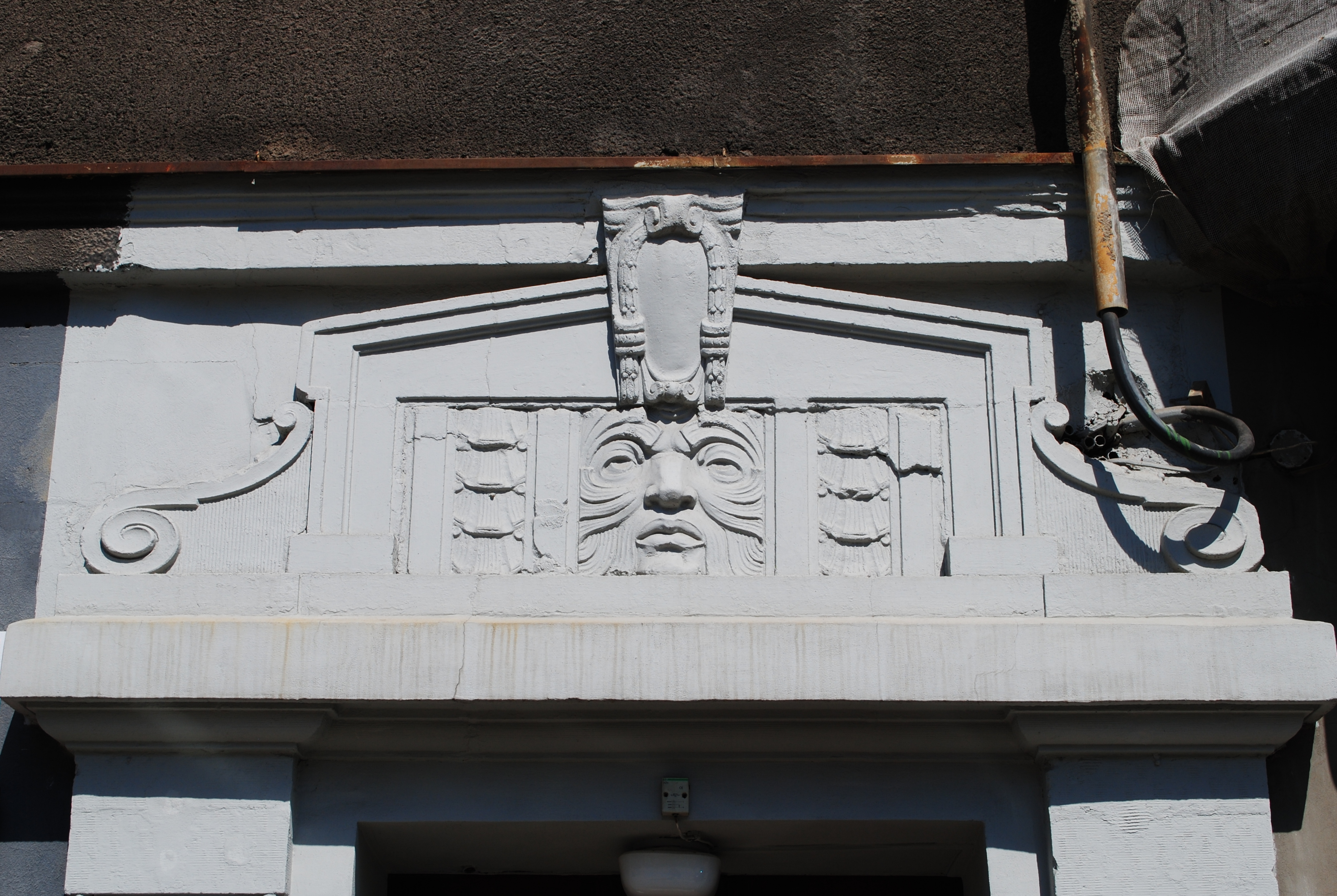
Płaskorzeźba nad wejściem od strony ulicy Warszawskiej

Kamienica mieszkalno-handlowo-usługowa położona jest przy ulicy Warszawskiej 28a w Katowicach, na terenie dzielnicy Śródmieście. Jest ona usytuowana w narożniku ulic Warszawskiej i św. Pawła, w zwartej pierzei zabudowy.
Jest to budynek murowany z cegły, z tynkowanymi elewacjami. Wzniesiono ją na planie w kształcie odwróconej litery „L”, ze ściętym narożnikiem, zwieńczony dwuspadowym dachem o różnych połaciach. Powierzchnia zabudowy budynku wynosi 522 m². Posiada 4 kondygnacje nadziemne i 1 podziemną.
Kamienica utrzymuje styl modernistyczny. Frontowa elewacja kamienicy (od strony ulicy Warszawskiej) jest sześcioosiowa, a boczna (od strony ulicy św. Pawła) ośmioosiowa. Gmach posiada skromną artykulacją poziomą za pomocą gzymsu kordonowego ponad pierwszą i trzecią kondygnację. Skrajne osie na frontowej elewacji oraz południowa oś bocznej elewacji zostały nieznacznie zaakcentowane niewielkimi uskokami tynkowymi i płaskimi lizenami. Osie też akcentują ścianki parawanowe i trójkątne w partii dachu kamienicy. W osi narożnej kamienicy, na drugiej i trzeciej kondygnacji znajduje się półokrągły wykusz zwieńczony zadaszonym balkonem.
Sień kamienicy nakryta jest sufitem z fasetami, ściany mają okładzinę z płytek ceramicznych z motywem geometrycznym, a posadzka także jest z płytek ceramicznych, które pochodzą jeszcze z czasu budowy budynku. Schody na klatce schodowej są dwubiegowe, drewniane, z drewnianą balustradą i poręczą. Kamienica nie ma bramy przejazdowej.
Kamienica wpisana jest do rejestru zabytków nieruchomych województwa śląskiego oraz do gminnej ewidencji zabytków miasta Katowice.

## Galeria

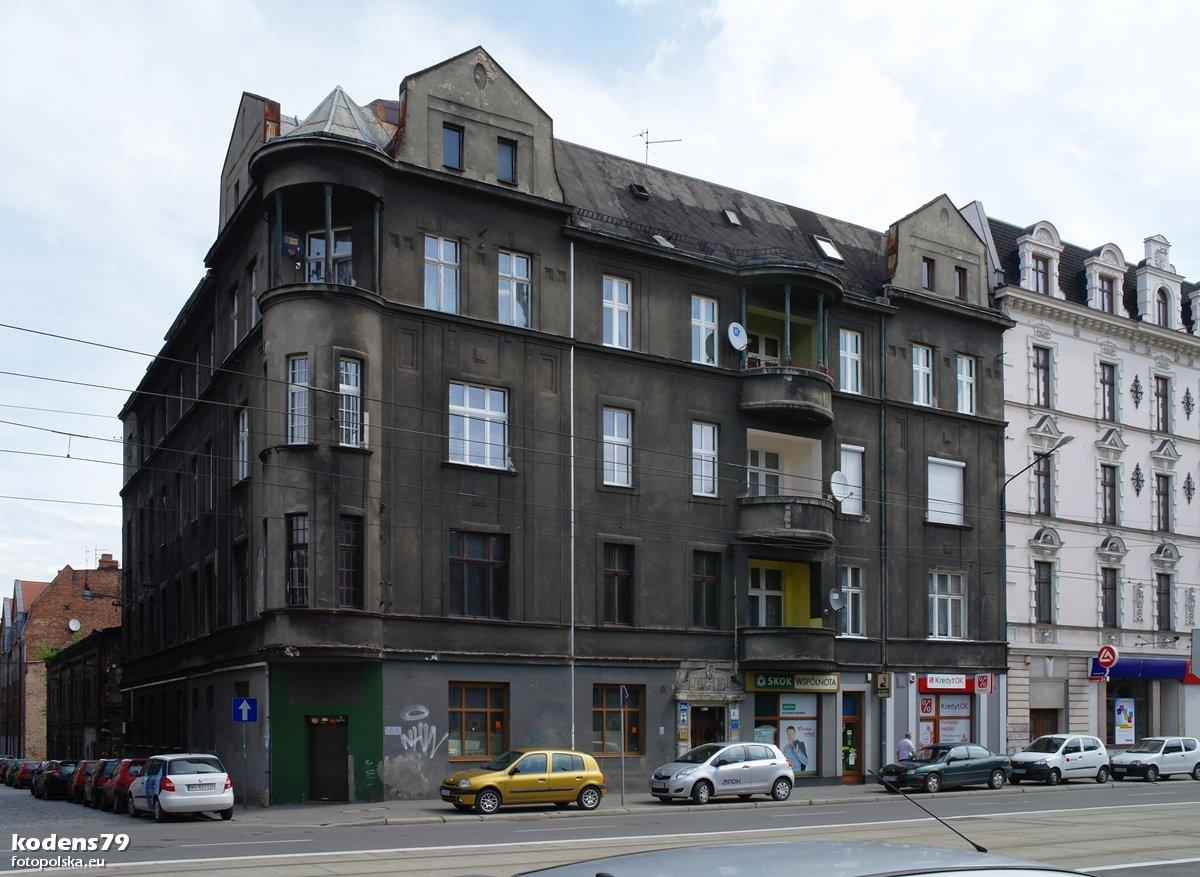
Kamienica w 2012 roku
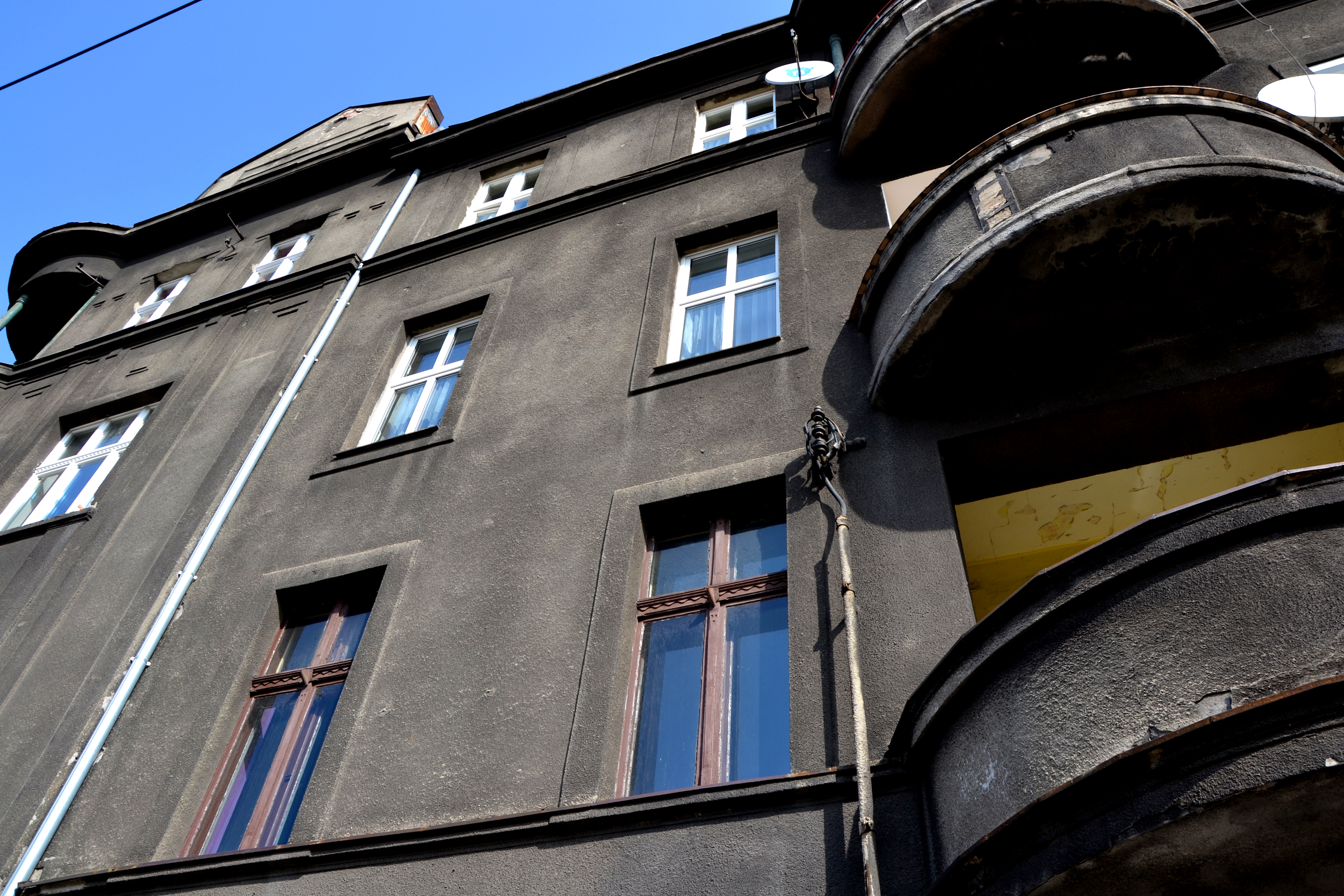
Zbliżenie na elewację kamienicy (2012)
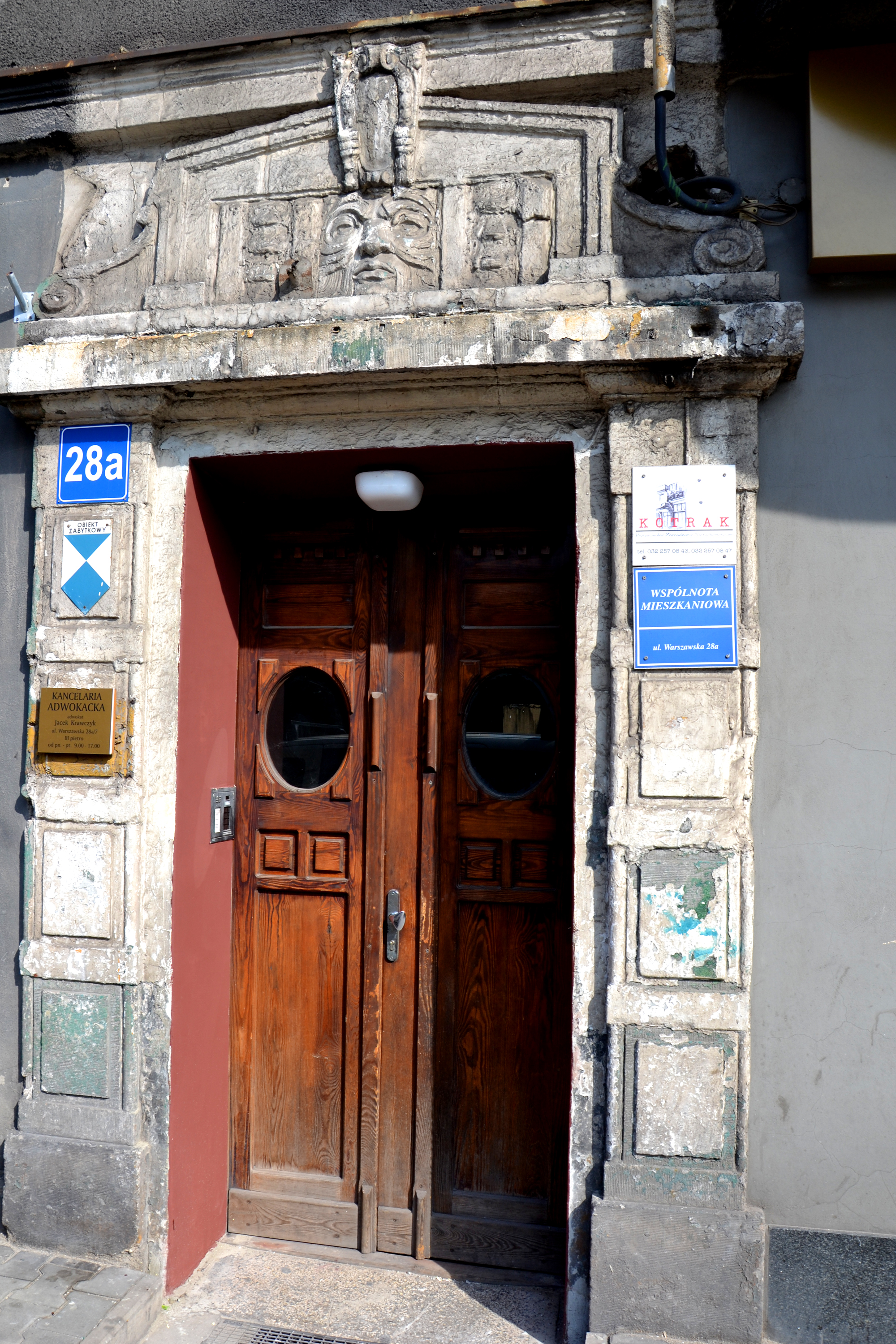
Wejście do kamienicy (2012)
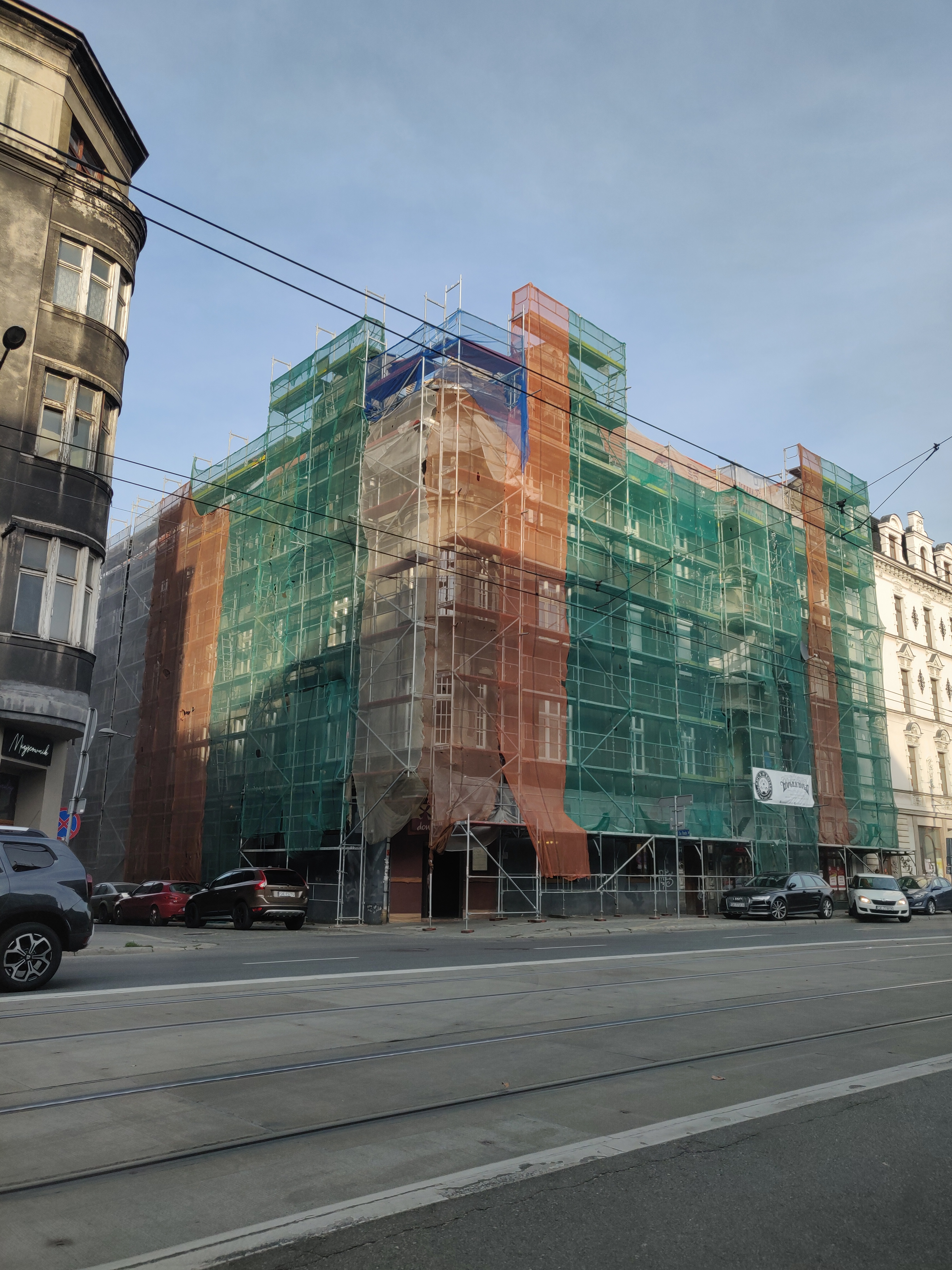
Kamienica w trakcie prowadzonych prac w 2019 roku
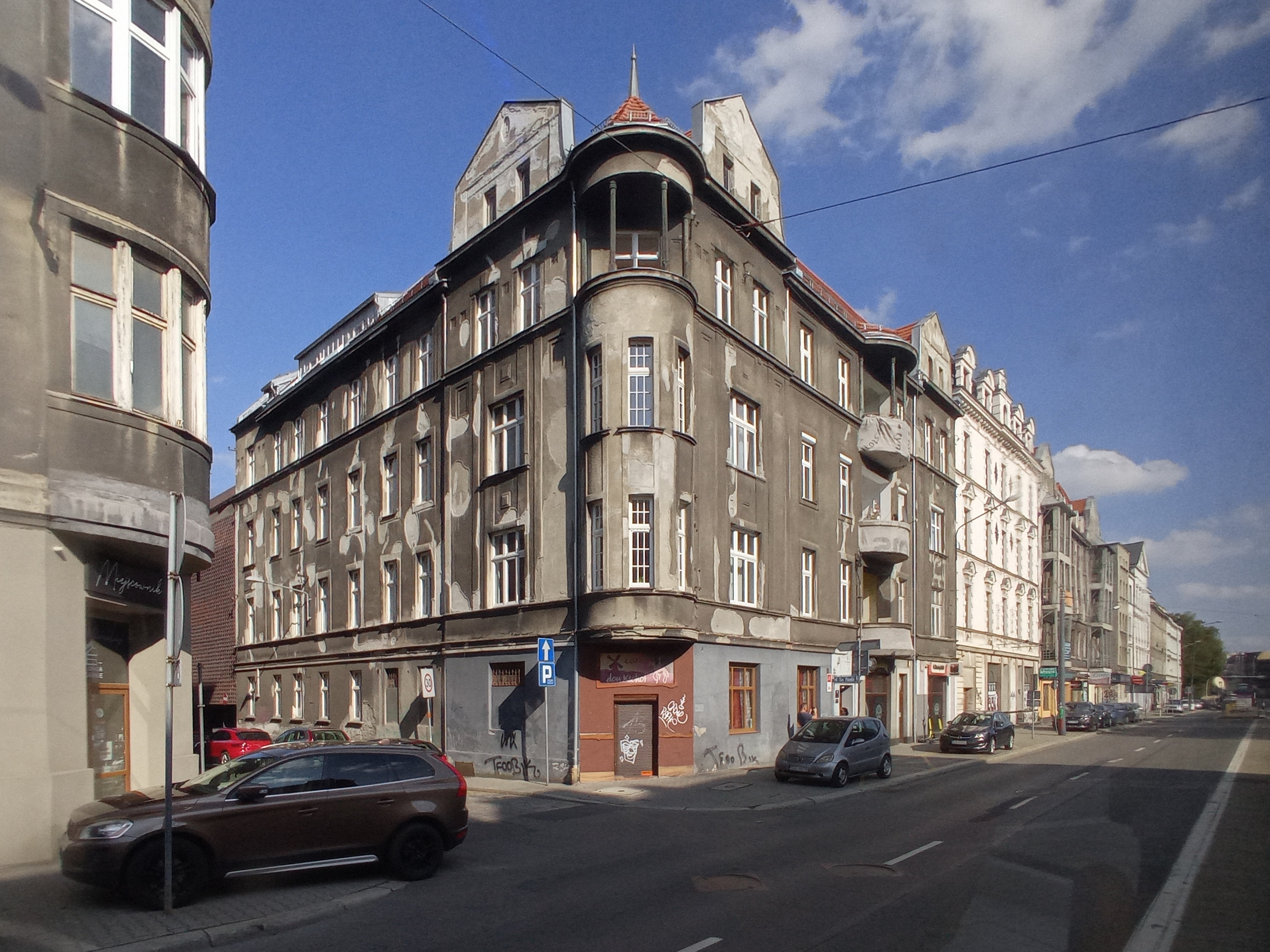
Kamienica w 2021 roku